# الحصن البيزنطي (جبل إيدوس)
الحصن البيزنطي هو معلم أثري تونسي مصنف من قبل المعهد الوطني للتراث يقع في ولاية باجة في الشمال الغربي التونسي، تحديدا في سيدي علي بن أحمد بجبل إيدوس تم تصنيف المعلم في يوم 13 مارس 1912.

## مقالات ذات صلة
- قائمة المعالم الأثرية المصنفة في تونس